# Caminha
Caminha est une municipalité (en portugais : concelho ou município) du Portugal, située dans le district de Viana do Castelo et la région Nord sur la rive sud de l'estuaire du fleuve Minho.
Occupant une position stratégique au confluent du Coura et du Minho dont elle contrôlait l'estuaire que domine sur la rive espagnole le mont Santa Tecla, la ville fortifiée de Caminha défendait la frontière nord du Portugal contre les ambitions galiciennes.
C'est maintenant un petit port de pêche et un centre artisanal spécialisé dans la dinanderie.

## Géographie
Caminha est limitrophe :
- au nord, de l'Espagne,
- au nord-est, de Vila Nova de Cerveira,
- à l'est, de Ponte de Lima,
- au sud, de Viana do Castelo.

La municipalité a en outre une façade maritime, à l'ouest, sur l'océan Atlantique.

## Démographie
| 1801  | 1849   | 1900   | 1930   | 1960   | 1981   | 1991   | 2001   | 2004   |
| ----- | ------ | ------ | ------ | ------ | ------ | ------ | ------ | ------ |
| 9 251 | 12 167 | 15 288 | 15 810 | 16 688 | 15 883 | 16 207 | 17 069 | 16 926 |

| 2011   | - | - | - | - | - | - | - | - |
| ------ | - | - | - | - | - | - | - | - |
| 16 684 | - | - | - | - | - | - | - | - |

## Subdivisions

Carte des paroisses de Caminha.

Depuis la loi no 11-A/2013 du 28 janvier 2013, portant réorganisation administrative du territoire des freguesias, la municipalité de Caminha regroupe 14 paroisses (freguesia, en portugais) contre 20 auparavant :
- Âncora
- Arga (Baixo, Cima e São João) (fusion d'Arga de Baixo, Arga de Cima et Arga de São João)
- Argela
- Caminha (Matriz) e Vilarelho (fusion de Caminha (Matriz) et Vilarelho)
- Dem
- Gondar e Orbacém (fusion de Gondar et Orbacém)
- Lanhelas
- Moledo e Cristelo (fusion de Moledo et Cristelo)
- Riba de Âncora
- Seixas
- Venade e Azevedo (fusion de Venade et Azevedo)
- Vila Praia de Âncora
- Vilar de Mouros
- Vile

## Galerie photographique

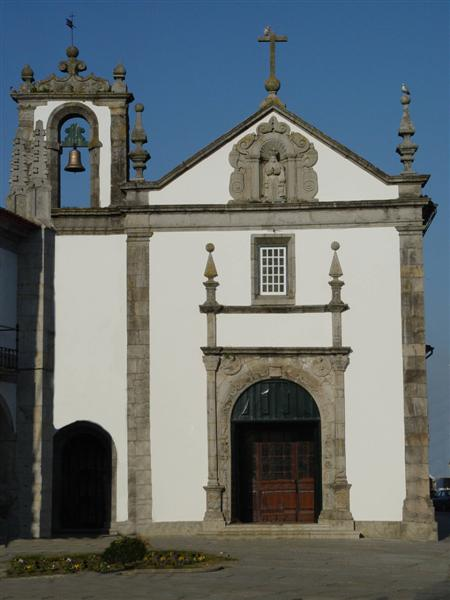
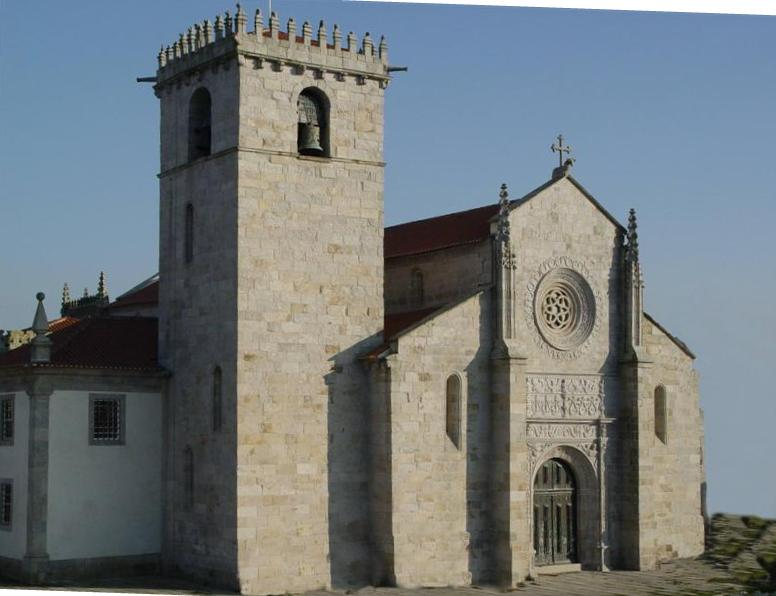
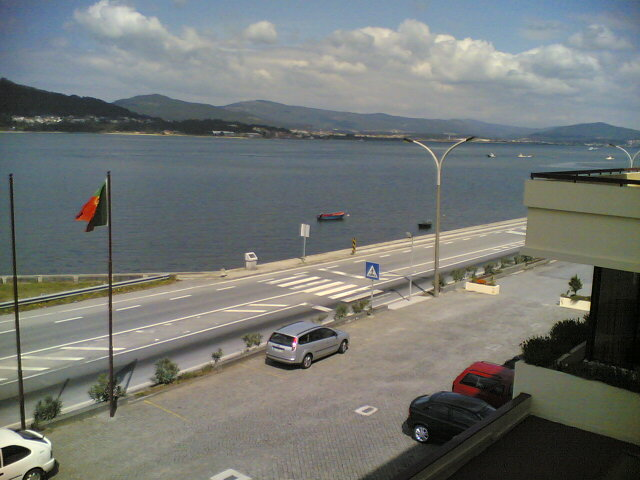
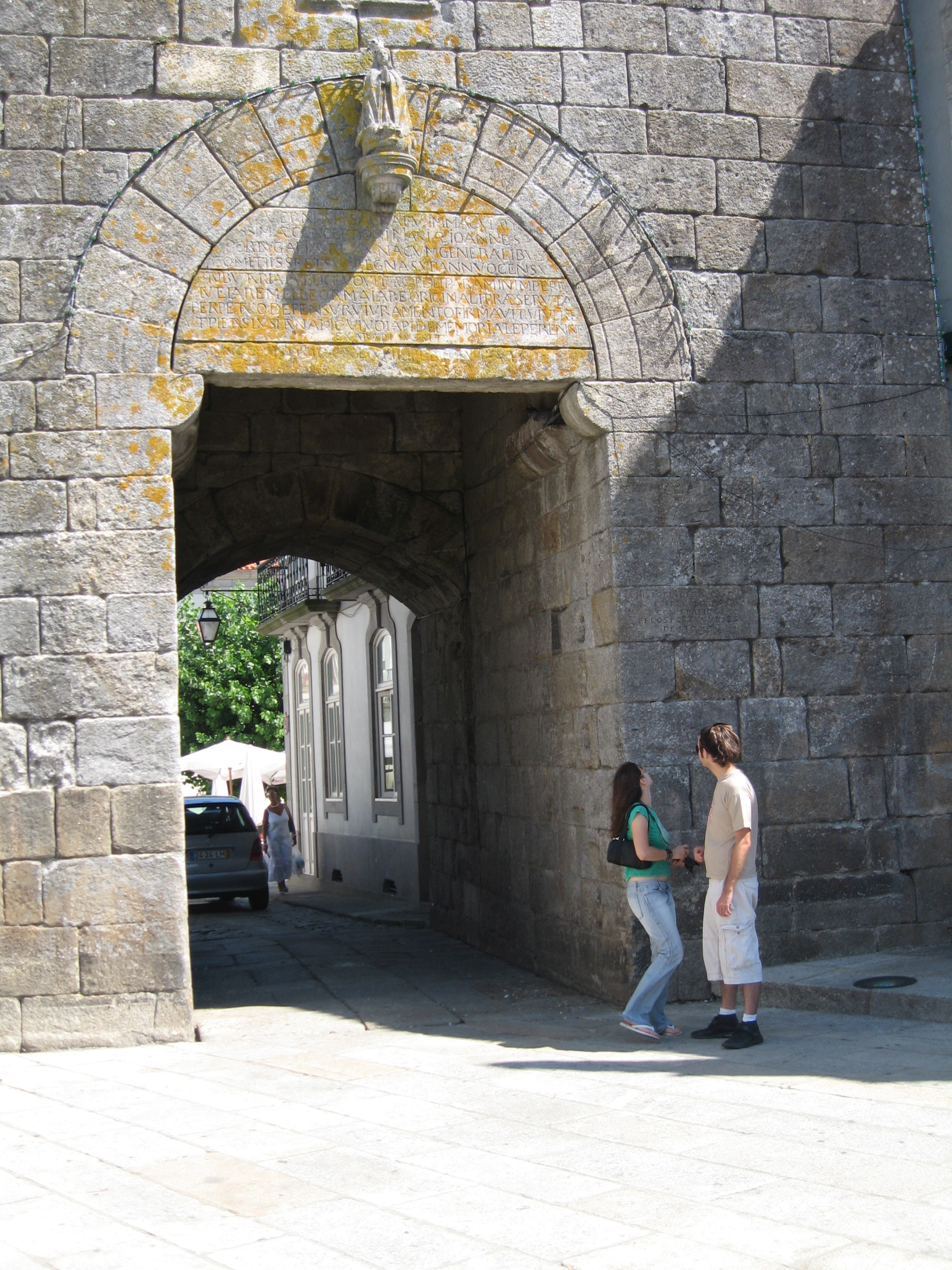
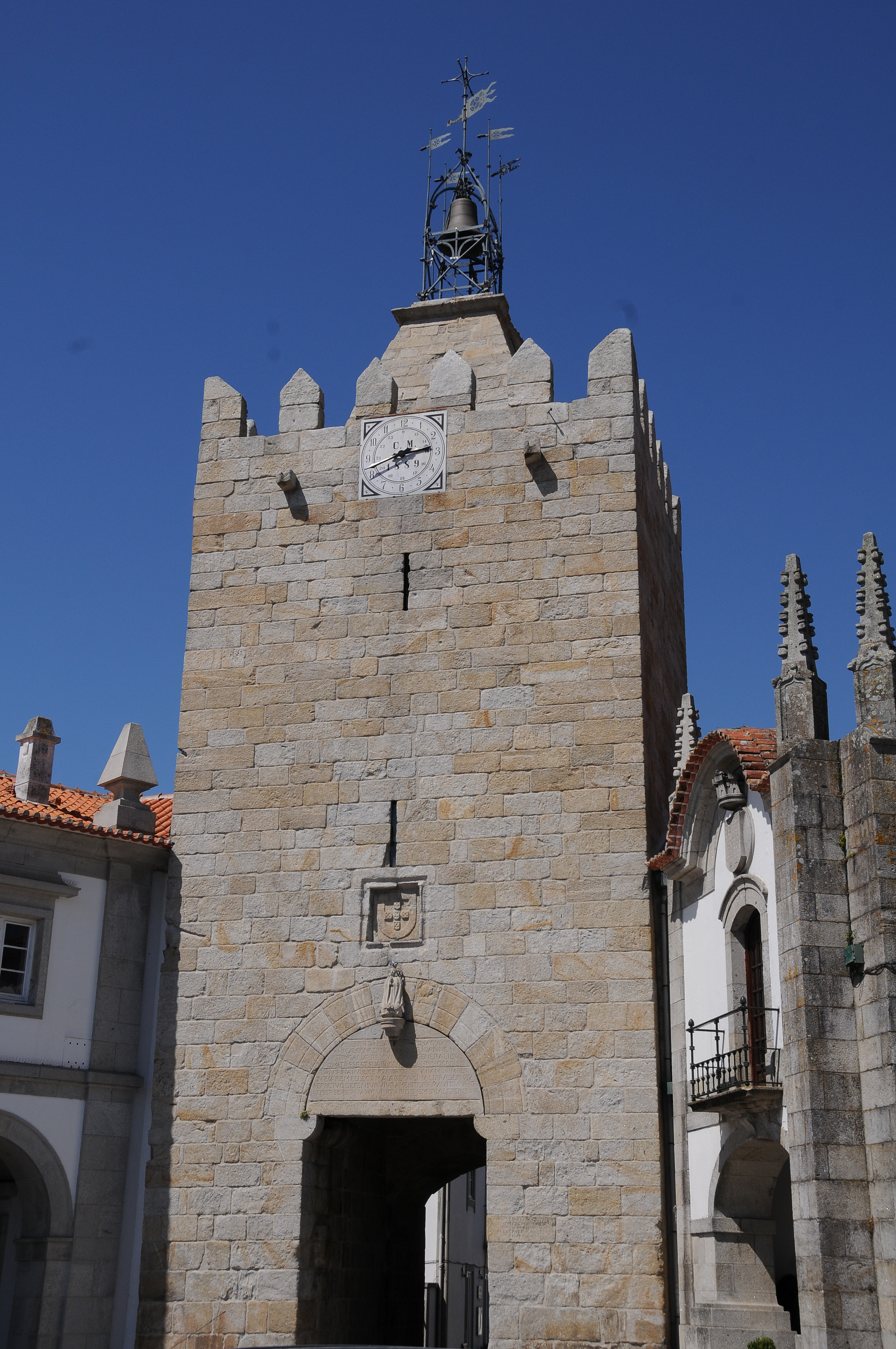
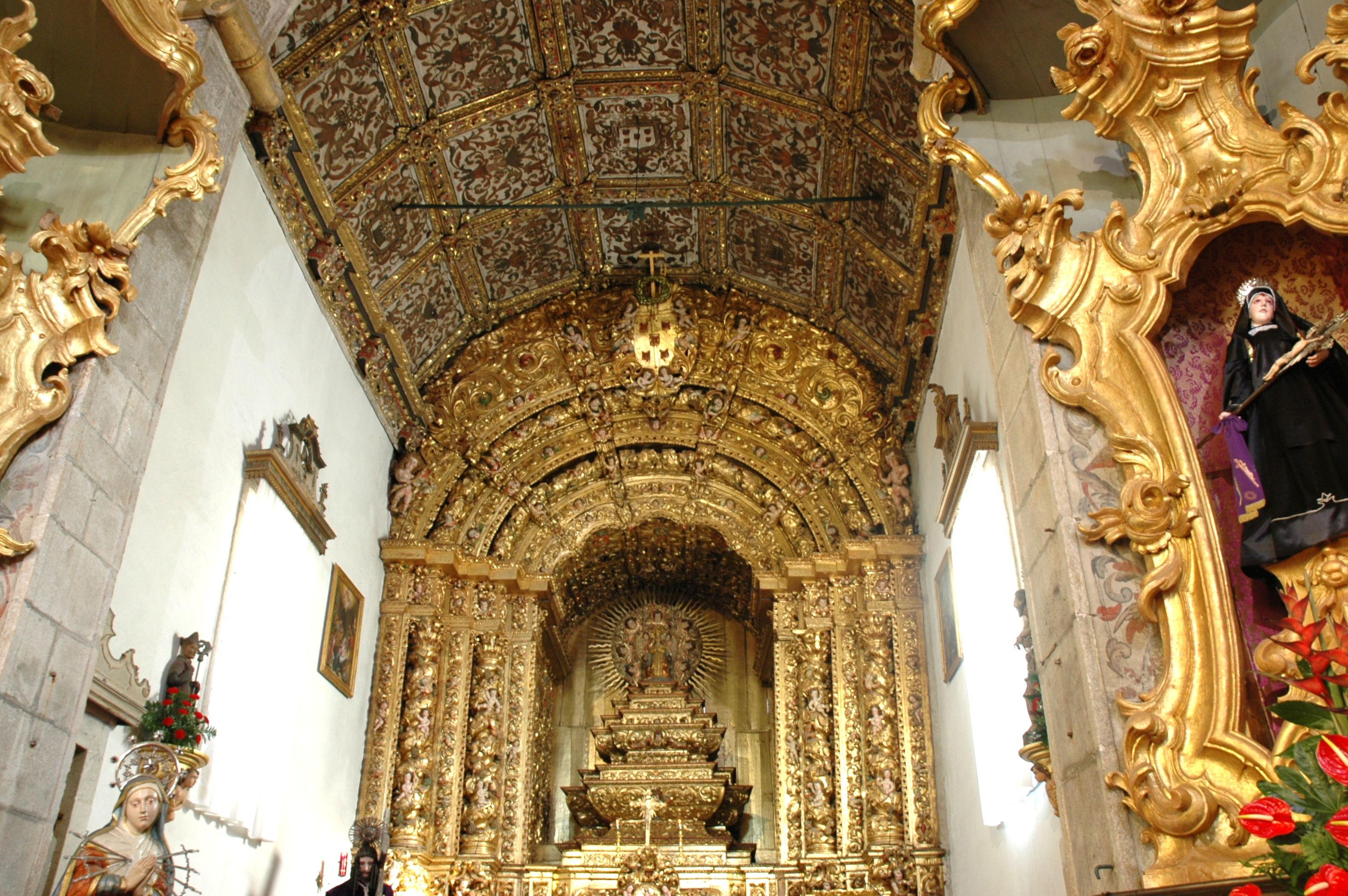
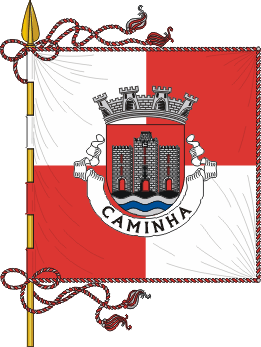
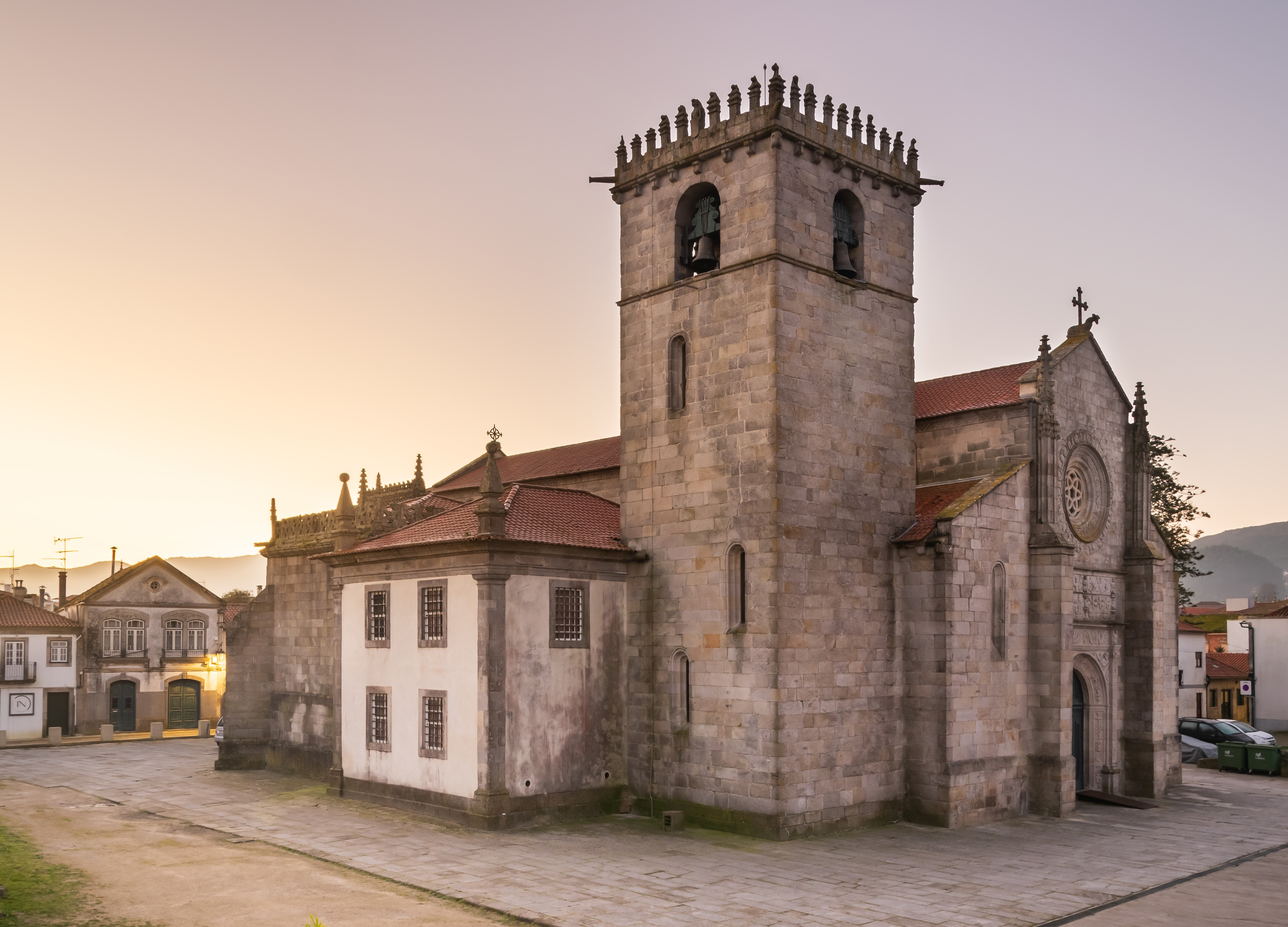

## Jumelages
- Pontault-Combault (France) depuis 1978

## Lieux d'intérêt
- Le Fort d'Ínsua sur l'île du même nom.

## Personnalités
- Domingos Fezas Vital (1888-1953), personnalité politique, juriste et enseignant portugais, est né à Caminha.